# Info-Secte
Info-Secte est un organisme à but non-lucratif qui offre de l'information au public concernant divers groupes présents au Canada, notamment les sectes et autres groupes coercitifs. Il appuie également les individus qui ont subi des sévices lorsqu'ils étaient membres d'une secte, à son bureau de Montréal,,,.
Le groupe a été fondé par Mike Kropveld, qui est encore aujourd'hui son directeur. En 1977, Kropveld était intervenu avec le journaliste Josh Freed et d'autres amis pour aider un ami à quitter l'Église de l'Unification de Sun Myung Moon et le ramener à Montréal. Freed a fait de l'incident une série de six reportages dans le Montreal Star, puis un livre. Le réalisateur Ralph L. Thomas en a ensuite fait le film primé Ticket to Heaven. Pour traiter le grand nombre de requête d'informations et de demandes d'aide provoquées par ces publications, Kropveld et d'autres personnes ont fondé le Cult Information Centre (Centre d'information sur les sectes). Le centre est devenu le Cult Project (le Projet Culte) de la fondation B'Nai B'rith Hillel de Montréal, puis a acquis son indépendance en 1990 sous le nom d'Info-Secte,,.
Info-Secte étudie le fonctionnement des groupes religieux marginaux et le rôle joué par leurs dirigeants. Le groupe tente de comprendre ce qui pousse les gens à se joindre à des groupes religieux extrêmes et aident les personnes cherchant à se défaire de leur influence. Près d'un millier de personnes contactent Info-Secte chaque année, certains cherchent de l'information à propos d'un groupe religieux fréquenté par un membre de leur famille, d'autres s'inquiètent de personnes faisant la promotion de théories du complot ou de fraudes pyramidales, par exemple,.
Info-Secte évite le terme « lavage de cerveau » pour décrire les méthodes de recrutement des sectes, faisant appel à des concepts plus subtils d'influence et de socialisation,. Kropveld souligne que l'éducation publique est la meilleure façon d'éviter que les sectes causent du tort et il invite les gens à la prudence: « la plupart des gens défendent leur intellect de façon vigilante, mais les sectes courtisent vos émotions. Nous traversons tous des périodes difficiles au plan émotionnel, quel que soit l'état de votre intellect ». L'organisme estime que le phénomène des sectes a connu une croissance significative depuis sa fondation.
Le conseil d'administration d'Info-Secte est présidé par Carolle Tremblay, une avocate ayant développé une expertise particulière dans les enjeux juridiques liés aux phénomènes sectaires.